# Upgrade

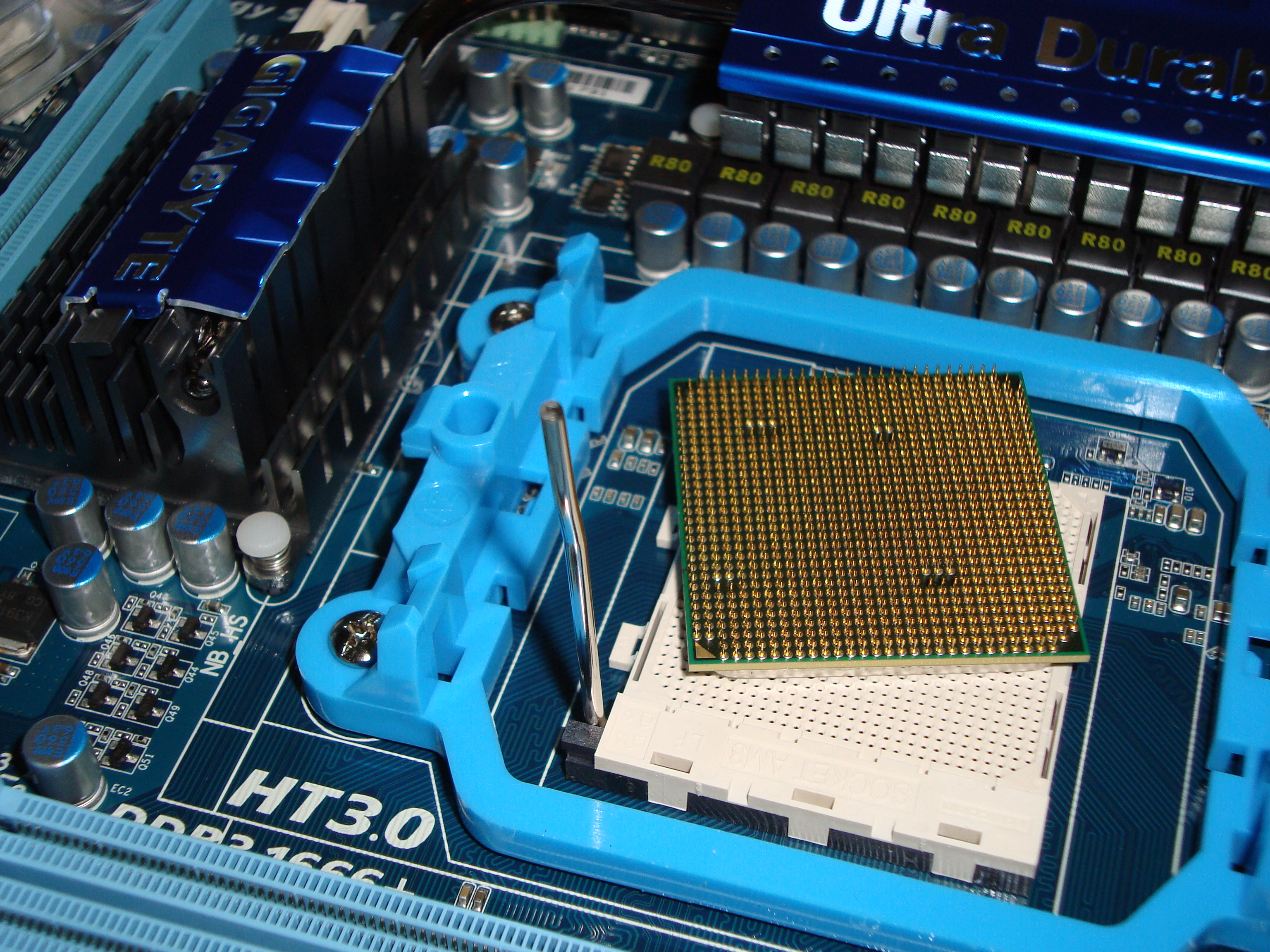
Um soquete AM3 para unidades de processamento central (CPU) AMD com uma CPU AMD Phenom II X3 720 Black Edition

Upgrade ou atualizar é um jargão utilizado em computação, quando há uma atualização para uma versão mais recente de determinado produto. Este termo é bastante utilizado por quem integra a área da informática e de equipamentos eletrônicos, geralmente significando a troca de um hardware, software ou firmware por uma versão melhor ou mais recente, com o objetivo de agregar novas funcionalidades, ou melhorar as existentes. O termo upgrade também significa patch, compra de novos laptops, e troca de peças.
Em arquivos de áudio, o termo upgrade se refere a substituição por um arquivo com uma codificação de melhor qualidade.

## Upgrade na Computação
Dentro de uma área tão abrangente como a informática, existem vários gêneros de upgrade, e subgeneros que são definidos pela finalidade na qual aquele tipo de upgrade se aplica.

### De software
Diversos são os motivos pelos quais um software pode ser atualizado. Seja para implementar uma funcionalidade nova, atualizações menores de performance, grandes atualizações que mudam versão ou até mesmo o produto, ou para corrigir uma falha de sistema ou de segurança. Algumas ferramentas utilizadas para os diversos tipos de upgrade de software são
- Windows Update
- Windows Anytime Update
- YaST
- PackageKit
- Yum
- RPM
- APT

#### Upgrades rotineiros
Geralmente causam baixo impacto ao sistema, e baixo risco de que o processo de upgrade venha a se tornar catastrófico. Corrigem bugs menores e que não interferem de forma significativa na operação de um software, ou simplesmente aumentam a performance do software

#### Adição de funcionalidades
Podem ou não mudar a versão maior do software. Se mudar a versão maior, pode ser considerado um upgrade de produto, senão, uma simples atualização que visa adicionar novas funcionalidades ou modos de operação de um software.

### De hardware
O upgrade de hardware é um costume dentro da área de jogos computacionais, e de entusiastas de hardware. Serve para melhor atender a demandas novas do mercado, que além de softwares mais recentes também exigem computadores com maior potência, ou simplesmente para fazer comparações de performance entre peças, denominados benchmarks, para calcular o ganho que se tem com um upgrade de hardware, tanto de performance, quanto de consumo de energia ou de qualquer atributo que torne interessante a aquisição de um novo produto.

### De firmware
Firmware É o conjunto de instruções operacionais programadas diretamente no hardware de um equipamento eletrônico. É armazenado permanentemente num circuito integrado (chip) de memória de hardware, como uma ROM, PROM, EPROM ou ainda EEPROM e memória flash, no momento da fabricação do componente.

### Upgrade vs Update
Muitas vezes as pessoas confudem essas duas palavras, mas na verdade elas tem significados opostos. Upgrade é uma atualização por troca ou acréscimo, ou seja, pode significar em alguns casos a troca definitiva de um software ou hardware por um melhor, enquanto update é uma atualização mais simples, geralmente só a substituição de alguns componentes de um software por outros mais recentes. Uma curiosidade, upgrade pode ser um hardware ou um software, enquanto update serve apenas para software.